# Froxán (Folgoso de Caurel)
Froxán es una aldea española situada en la parroquia de Villamor, del municipio de Folgoso de Caurel, en la provincia de Lugo, Galicia.

## Localización
Se encuentra a 450 metros de altitud, a escasos 200 metros del curso del río Lor. Está junto a la carretera LU-P-4701 que une Folgoso de Caurel y Puebla del Brollón. 

## Demografía
| Gráfica de evolución demográfica de Froxán entre 2000 y 2019 |
|                                                              |
| Datos según el nomenclátor publicado por el INE.             |

## Lugares de interés
Entre sus lugares de interés destaca la capilla de San Esteban. 